# Armageddon 2003
Armageddon 2003 è stata la quarta edizione dell'omonimo pay-per-view prodotto dalla World Wrestling Entertainment 
. L'evento, esclusivo del roster di Raw, si svolse il 14 dicembre 2003 al TD Waterhouse Center di Orlando (Florida).
Il pay-per-view è principalmente ricordato poiché tutti i membri dell'Evolution vinsero un titolo ciascuno nel corso della serata.

## Storyline
La rivalità principale dell'evento fu per il World Heavyweight Championship tra il campione Goldberg e gli sfidanti Kane e Triple H. Alle Survivor Series, Goldberg difese con successo il World Heavyweight Championship contro Triple H. La notte successiva alle Survivor Series, Kane, che aveva sepolto vivo suo fratello The Undertaker, venne coinvolto nella rivalità dopo aver attaccato Goldberg in seguito un Handicap match. La settimana seguente, Kane interferìnell'incontro tra Triple H e Goldberg. Dopo l'incontro, l'allora general manager di Raw, Eric Bischoff annunciò che Goldberg avrebbe dovuto difendere il World Heavyweight Championship contro Triple H e Kane in un Triple Threat match a Armageddon.
Un'altra rivalità predominante fu tra Rob Van Dam e Randy Orton per l'Intercontinental Championship di Van Dam. Van Dam vinse l'Intercontinental Championship contro Christian il 29 settembre a Raw. Nella puntata di Raw del 17 novembre, durante il match tra Van Dam e Ric Flair, Orton interferì colpendo Van Dam con una RKO. Più tardi, in serata, a Orton venne concesso un match valido per il titolo intercontinentale di RVD a Armageddon. Nella puntata di Raw dell'8 dicembre, il Co-General Manger Mick Foley si autonominò arbitro speciale dell'incontro.
Un altro incontro predominante della card fu quello tra Batista e Shawn Michaels. La loro rivalità iniziò quando alle Survivor Series Batista attaccò Michaels durante un match a eliminazione, con la carriera di Steve Austin in palio. Nella puntata di Raw del 24 novembre, Eric Bischoff annunciò un incontro tra i due per Armageddon. Più tardi, in serata, Michaels e Chris Jericho sconfissero Batista e Ric Flair in un tag team match. Dopo il match, Batista eseguì una powerbomb su Michaels.

## Evento

### Match preliminari
Prima della messa in onda in diretta dell'evento, Rico sconfisse Heidenreich a Sunday Night Heat.
Nel primo match, Booker T affrontò Mark Henry. Henry controllò gran parte dell'incontro eseguendo una spinebuster e applicando varie mosse di sottomissione su Booker. Booker T eseguì uno Scissorkick su Henry, ottenendo la vittoria.
Il match successivo fu quello valevole per il WWE Intercontinental Championship tra Randy Orton e il campione Rob Van Dam con Mick Foley come arbitro speciale. La contesa fu ricca di molte mosse, tra cui una elevated spike DDT di Orton su Van Dam, e un rolling thunder di Van Dam. Ric Flair, a bordo ring in favore di Orton, interferì numerose volte ma venne fermato da Foley. Orton schienò Van Dam dopo una RKO vincendo l'incontro e l'Intercontinental Championship.
Il terzo match fu un Intergender tag team match annunciato come "Battle of the Sexes" che vedeva controppsti il team formato da Chris Jericho e Christian e quello formato da Trish Stratus e Lita. Fu una contesa equilibrata, ogni team fu in grado di portarsi in vantaggio. Verso la fine dell'incontro, Christian schienò la Stratus con un roll-up, ottenendo la vittoria per il suo team.
Il match seguente fu tra Shawn Michaels e Batista. Verso la fine della contesa, Batista eseguì una serie di spinebuster su Michaels e dopo aver tentato una powerbomb, Michaels lo colpì con la Sweet Chin Music, che gli permise di vincere l'incontro. Tuttavia, la moviola mostrò che una spalla di Batista era alzata, mentre Michaels aveva tutte e due le spalle al tappeto. Inizialmente, Batista pensò di aver vinto il match.
Il match che seguì fu quello tra Maven e Matt Hardy. A ogni modo la contesa non ebbe iniziò in quanto Batista attaccò Maven e eseguì una powerbomb. A causa dell'attacco, Maven non poté lottare e l'arbitro decise di cancellare l'incontro.

### Match principali
Il sesto match fu un tag team turmoil match per il World Tag Team Championship a sette coppie. I primi due team furono quello formato da The Hurricane e Rosey e La Résistance (Robért Conway e René Duprée). Hurricane eliminò La Résistance dopo aver schienato Conway in seguito a un Super Hero Splash. Pochi secondi tempi, arrivò Mark Jindrak e eliminò Hurricane e Rosey con un roll-up ai danni del primo. Jindrak e Garrison Cade affrontarono poi il team formato da Val Venis e Lance Storm. Mentre Vanis stava cercando di eseguire un vertical suplex su Jindrak, Cade chiiuse la gamba di Venis, permettendo a Jindrak di eliminarlo dalla contesa. Jindrak e Cade vennero eliminati dai Dudley Boyz (Bubba Ray e D-Von), che a loro volta eliminarono la coppia composta da Test e Scott Steiner. Il general manager Eric Bischoff, introdusse Ric Flair e Batista come settimo e ultimo team. Flair e Batista eliminarono i Dudley Boyz conquistando per la prima volta il World Tag Team Championship.
Il match successivo fu per il Women's Championship tra Ivory e la campionessa in carica Molly Holly. Holly schienò Ivory tenendosi sul costume di quest'ultima, mantenendo il titolo.
Il main event fu un triple threat match con in palio il World Heavyweight Championship tra Kane, Triple H e il campione Goldberg. L'incontro fu equilibrato, Kane eseguì una Chokeslam su Goldberg sopra il tavolo dei commentatori e Triple H colpì Goldberg con un elbow drop attraverso l'altro tavolo dei commentatori. Verso la fine, Goldberg mise a segno una spear su Triple H, Kane interruppe lo schienamento e eseguì un'altra Chokeslam ai danni di Goldberg in seguito a un colpo basso di Triple H a quest'ultimo. Batista interferì nel match portando Kane fuori dal ring, permettendo a Triple H di schienare Goldberg vincendo il titolo.

## Eventi successivi
All'evento Randy Orton sconfisse Rob Van Dam conquistando per la prima volta l'Intercontinental Championship, il suo regno durò sette mesi, diventando uno dei regni più lunghi in sette anni. Dopo l'evento, Orton iniziò una faida con Mick Foley. Alla Royal Rumble, Foley eliminò Orton dal Royal Rumble match. Dopo essere stato eliminato, Orton colpì Foley con una sedia e lo attaccò nella rampa dello stage. Orton sconfisse Foley in un Handicap match a WrestleMania XX, e in un Hardcore match a Backlash. Orton perse il titolo contro Edge a Vengeance.
Triple H iniziò una rivalità con Shawn Michaels. Alla Royal Rumble, Triple H affrontò Michaels in un Last Man Standing match per il World Heavyweight Championship che si concluse senza un vincitore di fatto. I due si affrontarono a WrestleMania XX, in un triple threat match che includeva anche Chris Benoit. Benoit vinse dopo aver sottomesso Triple H nella Crippler Crossface. La rivalità tra i tre terminò a Backlash in un altro triple threat match, vinto da Benoit.
Il primo regno di Batista e Ric Flair con il World Tag Team Championship durò tre mesi, perdendolo contro Rob Van Dam e Booker T a febbraio. Christian sconfisse Chris Jericho a WrestleMania XX. Dopo il match, Trish Stratus che era la fidanza di Jericho nella storyline, voltò le spalle a Jericho e si alleò con Christian. A Backlash, Jericho sconfisse Christian e la Stratus in un handicap match mettendo fine alla loro rivalità.

## Risultati
| #    | Incontri                                                                           | Stipulazioni                                                                               | Durata |
| ---- | ---------------------------------------------------------------------------------- | ------------------------------------------------------------------------------------------ | ------ |
| Heat | Rico (con Miss Jackie) ha sconfitto Jon Heidenreich                                | Single match                                                                               | 1:28   |
| 1    | Booker T ha sconfitto Mark Henry (con Theodore Long)                               | Single match                                                                               | 10:20  |
| 2    | Randy Orton (con Ric Flair) ha sconfitto Rob Van Dam (c)                           | Single match per il WWE Intercontinental Championship con Mick Foley come arbitro speciale | 17:59  |
| 3    | Chris Jericho e Christian hanno sconfitto Lita e Trish Stratus                     | Intergender tag team match                                                                 | 6:37   |
| 4    | Shawn Michaels ha sconfitto Batista (con Ric Flair)                                | Single match                                                                               | 12:28  |
| 5    | Evolution (Batista e Ric Flair) ha vinto eliminando per ultimi The Dudley Boyz (c) | Tag team turmoil match per il World Tag Team Championship                                  | 20:48  |
| 6    | Molly Holly (c) ha sconfitto Ivory                                                 | Single match per il WWE Women's Championship                                               | 4:23   |
| 7    | Triple H ha sconfitto Goldberg (c) e Kane                                          | Triple threat match per il World Heavyweight Championship                                  | 19:28  |

### Tag team turmoil match
| N° eliminazione | Tag Team                                    | N° ingresso | Eliminati da                 | Tempo |
| --------------- | ------------------------------------------- | ----------- | ---------------------------- | ----- |
| 1°              | La Résistance (René Duprée e Robért Conway) | 1°          | The Hurricane e Rosey        | 3:16  |
| 2°              | The Hurricane e Rosey                       | 2°          | Garrison Cade e Mark Jindrak | 3:34  |
| 3°              | Lance Storm e Val Venis                     | 4°          | Garrison Cade e Mark Jindrak | 7:17  |
| 4°              | Garrison Cade e Mark Jindrak                | 3°          | The Dudley Boyz              | 11:29 |
| 5°              | Scott Steiner e Test                        | 6°          | The Dudley Boyz              | 16:38 |
| 6°              | The Dudley Boyz (c)                         | 5°          | Evolution                    | 20:48 |
| Vincitori       | Evolution (Batista e Ric Flair)             | 7°          | —                            | 20:48 |